# L'Alpin
Pour les articles homonymes, voir Alpin.
L'Alpin est une télécabine de France située dans les Alpes, en Haute-Savoie. Construite en 2024, elle remplace le téléphérique Saint-Gervais-Le Bettex construit en 1936. Le Valléen qui se trouve en aval permet de gagner L'Alpin depuis le Fayet depuis septembre 2024. En amont, la télécabine du Bettex-Mont d'Arbois permet de gagner le haut du domaine skiable et l'essentiel de ses pistes de ski ainsi que le reste de l'Évasion Mont-Blanc.

## Histoire
Au début du XXe siècle, Saint-Gervais-les-Bains — alors station thermale depuis un siècle — développe une activité de sports d'hiver avec ses premières remontées mécaniques construites dans l'entre-deux-guerres. Le domaine skiable naissant s'étend alors rapidement en direction du sommet du mont d'Arbois qui est également rejoint par les remontées mécaniques de Megève qui se développe à la même époque sur l'autre versant de la montagne. Ainsi, le téléphérique Saint-Gervais-Le Bettex est ouvert en 1936 entre le hameau du Neyret — proche du bourg de Saint-Gervais-les-Bains — et le hameau du Bettex situé à mi pente et le téléphérique du Bettex-Mont d'Arbois est ouvert l'année suivante entre le Bettex et le sommet du mont d'Arbois ; ces deux remontées mécaniques constituent l'épine dorsale du domaine skiable qui s'étend de part et d'autre,.
Construit dans les années 1930, le téléphérique Saint-Gervais-Le Bettex qui utilise les techniques d'avant-guerre en matière de remontées mécaniques se retrouve sous-dimensionné au fur et à mesure de la popularisation des sports d'hiver dans la seconde moitié du XXe siècle. La société d'exploitation de la station (STBMA) le reconstruit alors en le transformant d'un téléphérique double voie à va-et-vient en DMC en 1984 — il est alors le second DMC de France — et le restructure en 2013 dans l'optique d'un remplacement en 2028. Il est finalement reconstruit quatre ans avant la date prévue car en 2024, Le Valléen ouvre après un an de travaux. Cette nouvelle remontée mécanique effectue la liaison en aval entre le Fayet et la gare aval de la télécabine en jouant le rôle d'ascenseur valléen. La construction de la gare amont du Valléen jouxtant la gare aval du téléphérique en vue d'une meilleure correspondance entre les deux remontées mécaniques, il est finalement décidé de reconstruire ce dernier sous la forme de la télécabine de L'Alpin.
L'ancienne remontée est détruite dès la fin de la saison des sports d'hiver 2023-2024 et la télécabine est construite par Poma au cours de la saison estivale avec une mise en service effectuée le 21 décembre 2024 au lancement de la saison des sports d'hiver 2024-2025,,. Son inauguration a eu lieu le 18 janvier 2025.

## Exploitation
La télécabine comporte 71 cabines de 10 places chacune permettant de transporter 2 800 personnes par heure à une vitesse de 7 m/s soit un temps de trajet de 6 minutes,.

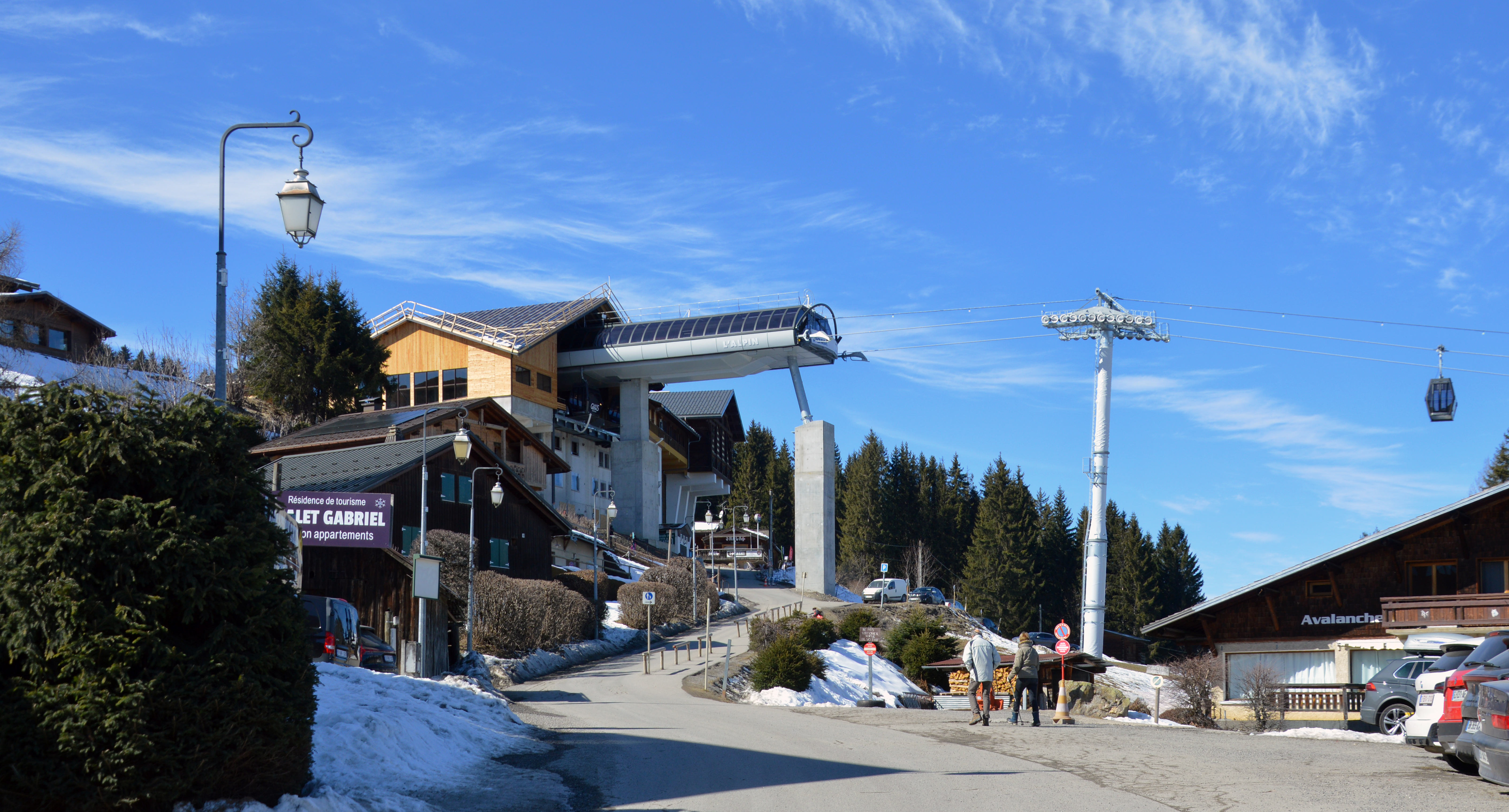
La gare amont en mars 2025.